# Great Mongeham
Great Mongeham – wieś w Anglii, w hrabstwie Kent, w dystrykcie Dover. Leży 21 km na wschód od miasta Canterbury i 109 km na wschód od centrum Londynu. W 2001 miejscowość liczyła 747 mieszkańców.